# Шуліка рудий
Шулі́ка руди́й  (Milvus milvus) — вид птахів ряду Соколоподібні родини Яструбові.
Шуліка рудий є ендеміком Західної Палеарктики. Він є рідкісним видом, який є осілим у середній частині ареалу у західній Європі та Північній Африці, але птахи, які гніздяться у північно-східній та Центральній Європі зимують південніше та західніше, досягаючи Туреччини. Залітних особин фіксували на північ до Фінляндії, на південь − до Ізраїлю та Лівії [1].

## Опис

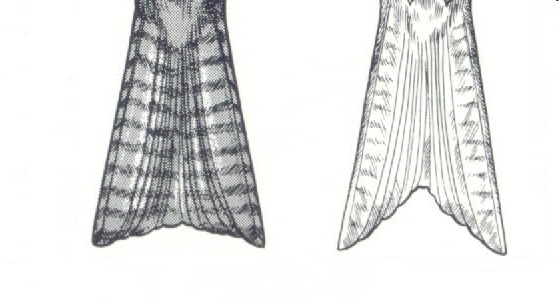
Будова хвоста у рудого (праворуч) і чорного (ліворуч) шулік

Птах середніх розмірів, довжина тіла − 61−72 см, розмах крил − 175—200 см, маса − 900—1400 г. Верх тіла у дорослого птаха темно-бурий, низ − іржасто-рудий, з темними поздовжніми штрихами. Голова помітно світліша, ніж верх тіла. Очі бурштинового кольору. Дзьоб в основі жовтий, на кінці темно-сірий або чорний, гострий, загнутий вниз. Крила довгі, при плануванні витягнуті V-подібно. На споді крил, на першорядних махових перах великі білі плями, які добре помітні в польоті. Хвіст довгий, зверху − яскраво-рудий, знизу білуватий з глибоко вирізаний. Статевий диморфізм у забарвленні не виражений. У молодих птахів у перший рік життя груди і черевце світліші і розмиті, а виріз на хвості не так яскраво виражений.
Має зовнішню подібність з близьким до нього шулікою чорним (Milvus migrans). Найпомітніші відмінності можна помітити у будові хвоста: у шуліки рудого виріз хвоста глибший, тому краще помітний. Крім того, рудий шуліка виглядає дещо більшим та помітно світлішим.

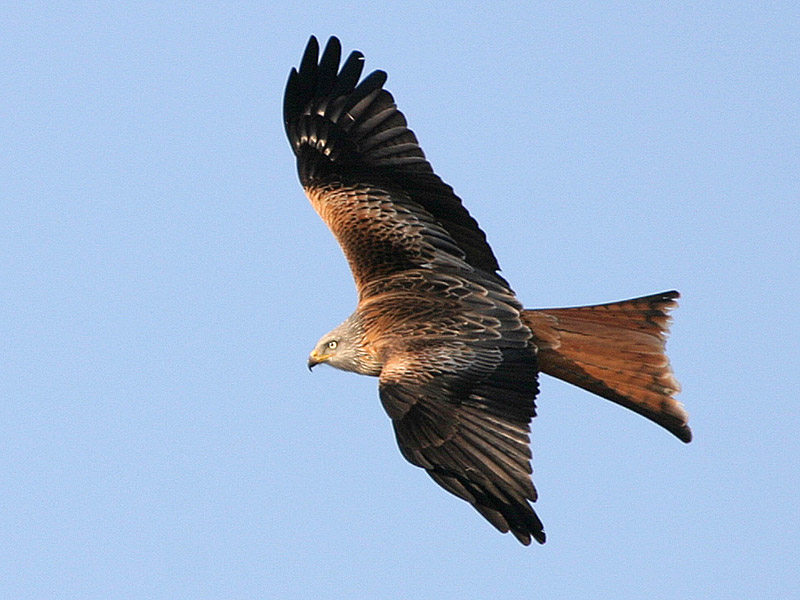
Шуліка рудий у польоті

## Поширення
Гніздовий ареал охоплює Європу, Північний Іран, острови Середземного моря, Малу Азію, Північно-західна Африку, Канарські острови і острови Зеленого мису. На північ Європи доходить до північного краю Скандинавського півострова. На сході межа ареалу проходить через Латвію, Білорусь, Україну.
В Україні в минулому гніздився в незначній кількості в Закарпатській, Львівській, Волинській, Рівненській, Житомирській, Київській, Черкаській та Чернігівській областях. Зараз гніздування малоймовірне.

## Особливості біології

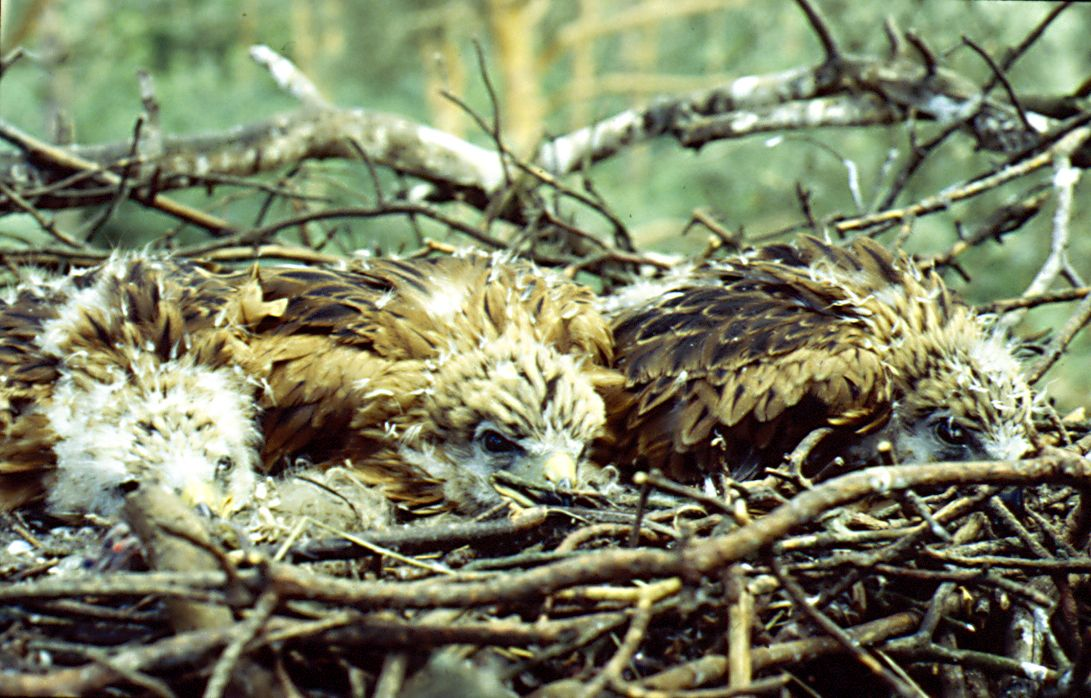
Оперені пташенята шуліки рудого

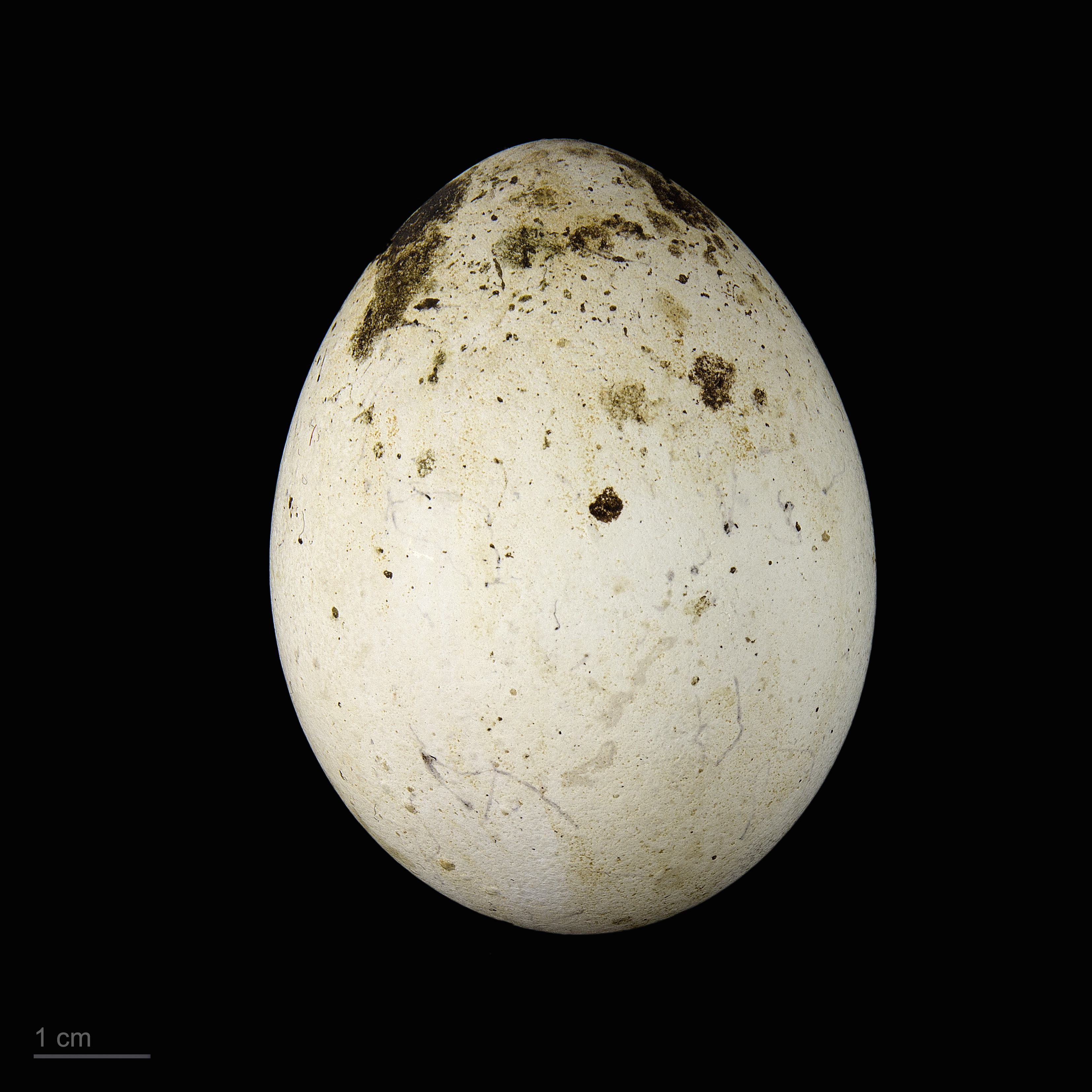
Яйце рудого шуліки в оологічній колекції, Тулузький музей

Перелітний птах. Заселяє листяні та мішані високостовбурні рівнинні й гірські ліси; тяжіє до лісів, що межують з відкритим ландшафтом. Моногам. Відкладання яєць відбувається у квітні–травні. У повній кладці 2–4 яйця, найчастіше 3. Насиджування триває 30 діб. Статевої зрілості досягає на 3-му році життя. Живиться дрібними хребетними тваринами, іноді падлом і покидьками, які знаходить поблизу осель людини. Полює здебільшого у вологих місцях — по берегах річок, озер, струмків, у гірських долинах.

## Охорона
Вид занесено до Червоної книги України, включено до Конвенції з міжнародної торгівлі вимираючими видами дикої фауни і флори (CITES) (Додаток ІІ), Боннської (Додаток ІІ) та Бернської (Додаток ІІ) конвенцій. Для покращання охорони необхідні: збалансоване ведення лісового господарства, створення заповідних територій, де будуть виявлені гнізда, підвищення контролю за випадками незаконного відстрілу, моніторинг за забрудненням навколишнього середовища.